# Guayabo Dulce
Guayabo Dulce è un comune della Repubblica Dominicana, situato nella provincia di Hato Mayor.